# وروور
وروور (به انگلیسی: Varavoor) یک روستا در هند است که در Thrissur district واقع شده‌است.

## خصوصیات
وروور ۷٬۶۴۳ نفر جمعیت دارد.